# Reningsverket vid Fågelmara
Reningsverket vid Fågelmara omfattar en reningsdamm, som i vissa avseenden kan betraktas som en sjö i Karlskrona kommun i Blekinge och ingår i Bruatorpsån-Lyckebyåns huvudavrinningsområde. Sjön har en area på 0,0544 kvadratkilometer och ligger 14,9 meter över havet.

## Delavrinningsområde
Reningsverket vid Fågelmara ingår i det delavrinningsområde (623796-151254) som SMHI kallar för Mynnar i havet. Medelhöjden är 32 meter över havet och ytan är 39,18 kvadratkilometer. Det finns inga avrinningsområden uppströms utan avrinningsområdet är högsta punkten. Avrinningsområdets utflöde mynnar i havet. Avrinningsområdet består mestadels av skog (64 %), öppen mark (12 %) och jordbruk (19 %). Avrinningsområdet har 0,06 kvadratkilometer vattenytor vilket ger det en sjöprocent på 0,1 %. Bebyggelsen i området täcker en yta av 0,54 kvadratkilometer eller 1 % av avrinningsområdet.